# Graptodytes granularis
Graptodytes granularis är en skalbaggsart som först beskrevs av Carl von Linné 1767.  Graptodytes granularis ingår i släktet Graptodytes och familjen dykare. Arten är reproducerande i Sverige. Inga underarter finns listade i Catalogue of Life.